# Fosse Mathilde
La fosse Mathilde ou Mathilde Bonaparte de la Compagnie des mines d'Anzin est un ancien charbonnage du bassin minier du Nord-Pas-de-Calais, situé à Denain. Le fonçage débute le 15 juillet 1831, soit cinq ans après celui de la fosse Villars, la première de la commune. La fosse est nommée en l'honneur de Mathilde Bonaparte, la nièce de Napoléon Ier. La fosse est rapidement la plus productive de Denain, mais dans les années 1850, malgré une modernisation, la production n'augmente pas à cause d'un gisement pauvre, et la fosse, déficitaire, est arrêtée à l'extraction en 1862. Conservée pour l'aérage grâce à sa proximité avec la fosse Bayard, le puits est comblé et serrementé l'année suivante. Les installations de surface ont été conservées, et converties en logements.
Au début du XXIe siècle, Charbonnages de France matérialise la tête du puits Mathilde. La fosse Mathilde est inscrite aux monuments historiques par arrêté du 22 septembre 2010. Elle a été inscrite le 30 juin 2012 sur la liste du patrimoine mondial de l'Unesco.

## La fosse

### Fonçage
La fonçage du puits de la fosse Mathilde est commencé le 15 juillet 1831 à Denain par la Compagnie des mines d'Anzin, cinq ans après le commencement de la fosse Villars, première fosse ouverte sur Denain, sise à 910 mètres au sud. Le puits est initialement creusé à bras d'homme jusqu'à la profondeur de 13 mètres, une machine à vapeur qui actionne une pompe de quinze pouces de diamètre prend ensuite le relai pour assurer l'épuisement des eaux. L'orifice du puits est situé à l'altitude de 41 mètres. Le terrain houiller est atteint à la profondeur de 71 mètres.

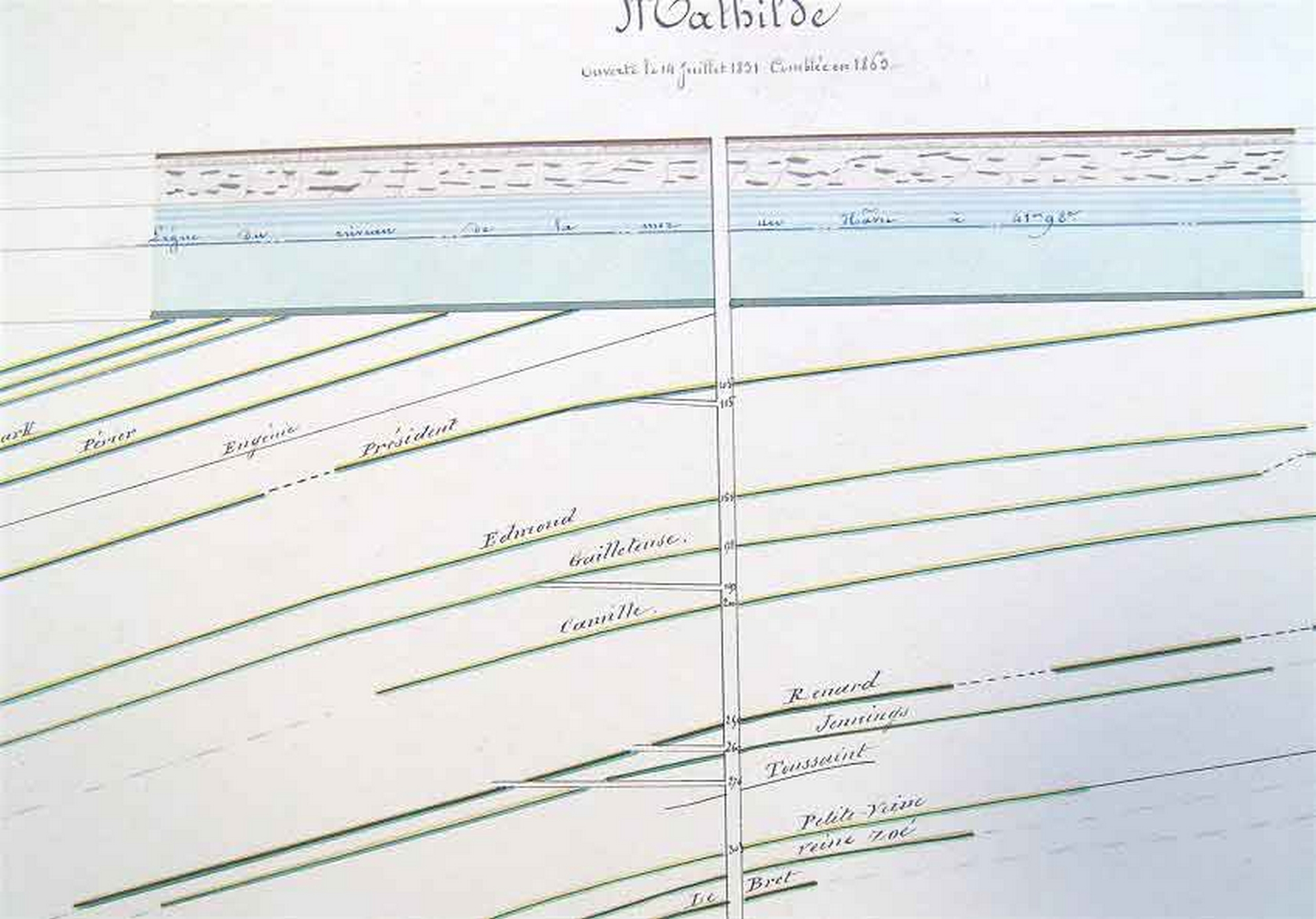
Les veines recoupées par la fosse Mathilde.

La fosse est baptisée en l'honneur de Mathilde Bonaparte, la nièce de Napoléon Ier.

### Exploitation
Une veine, dénommée Président, est atteinte à la profondeur de 103 mètres, les installations du jour sont alors édifiées, et une machine d'extraction de type Edward est mise en service, le puits est ensuite approfondi à 178 mètres, où deux veines sont découvertes.
En 1837, trois veines sont exploitées : Président, Edmond et Gailleteuse, à respectivement 105, 155 et 178 mètres. La fosse produit alors 22 000 tonnes soit 39 582 tonneaux, elle est la plus rentable de Denain. La veine Président est très rapidement épuisée, et la fosse est approfondie les années suivantes jusqu'à la veine Zoé à 303 mètres dans le but de trouver de nouvelles veines à exploiter. La profondeur augmentant, la machine d'extraction d'origine est changée par deux fois par des machines d'extraction plus puissantes. Celle de 1855 permet alors la circulation du personnel, qui n'a plus besoin de remonter les 303 mètres par les échelles et les cheminées. Bien que modernisée, la production ne progresse pas car le gisement est pauvre.

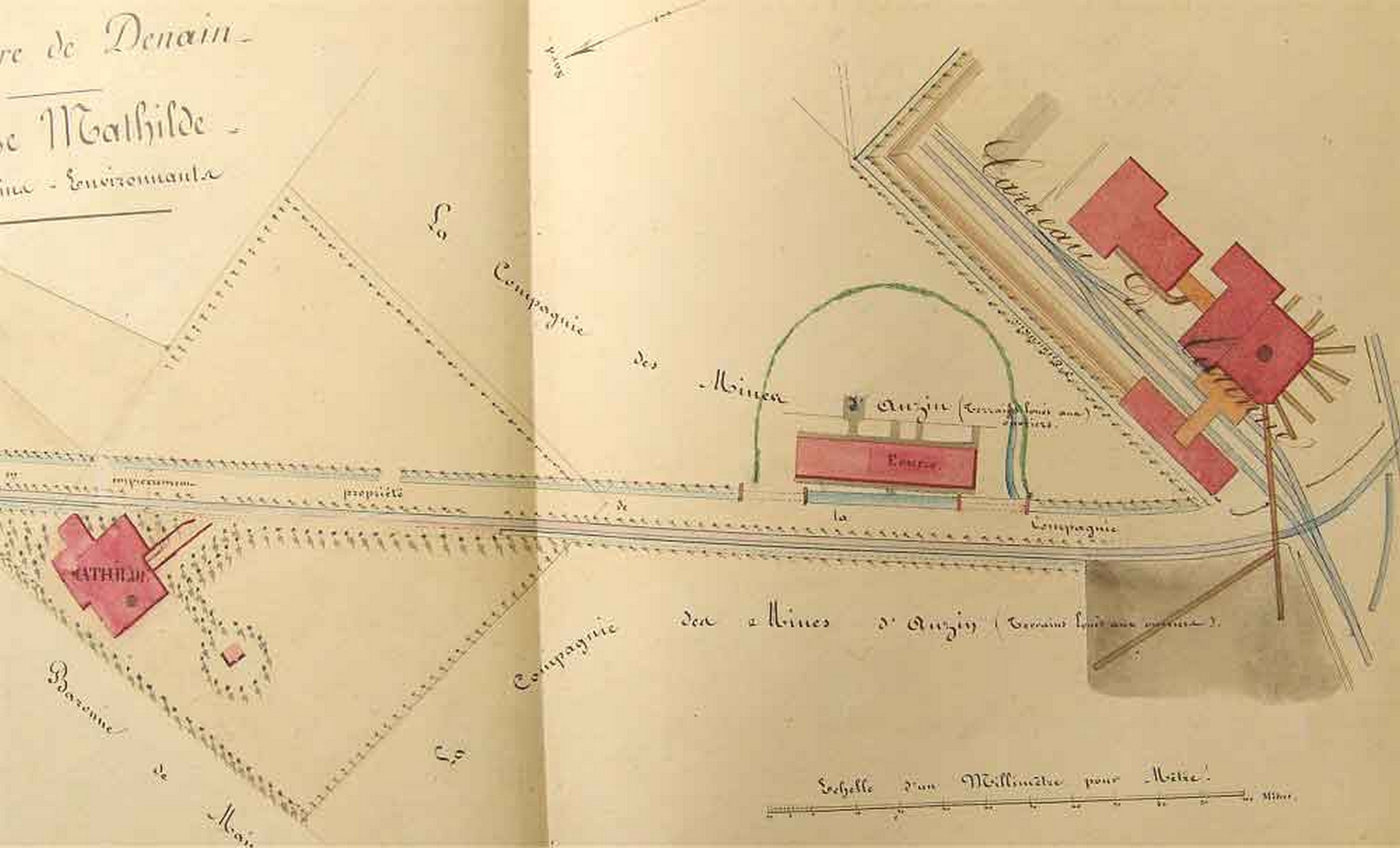
Les fosses Mathilde et Turenne.

Une dernière veine, Le Bret, est trouvée à la profondeur de 338 mètres grâce à un sondage, mais la fosse est arrêtée à l'extraction en 1862 car elle est jugée trop déficitaire. L'exploitation de cette veine aurait pu lui procurer trois ans d'activité en plus. Le puits est toutefois conservé pour amplifier le courant d'air généré par les ventilateurs de la fosse Bayard, sise à 300 mètres au nord-nord-est.
Le puits est peu à peu comblé, et serrementé en 1863. Les machines ont été récupérées pour d'autres fosses, quant à certains bâtiments, ils ont été reconvertis en logements.

### Reconversion
Au début du XXIe siècle, Charbonnages de France matérialise la tête du puits Mathilde. Le BRGM y effectue des inspections chaque année. La fosse Mathilde, avec sa rampe d'accès, est inscrite aux monuments historiques par arrêté du 22 septembre 2010. Elle fait partie des 353 éléments répartis sur 109 sites qui ont été inscrits le 30 juin 2012 sur la liste patrimoine mondial de l'Unesco. Elle constitue le site no 17.

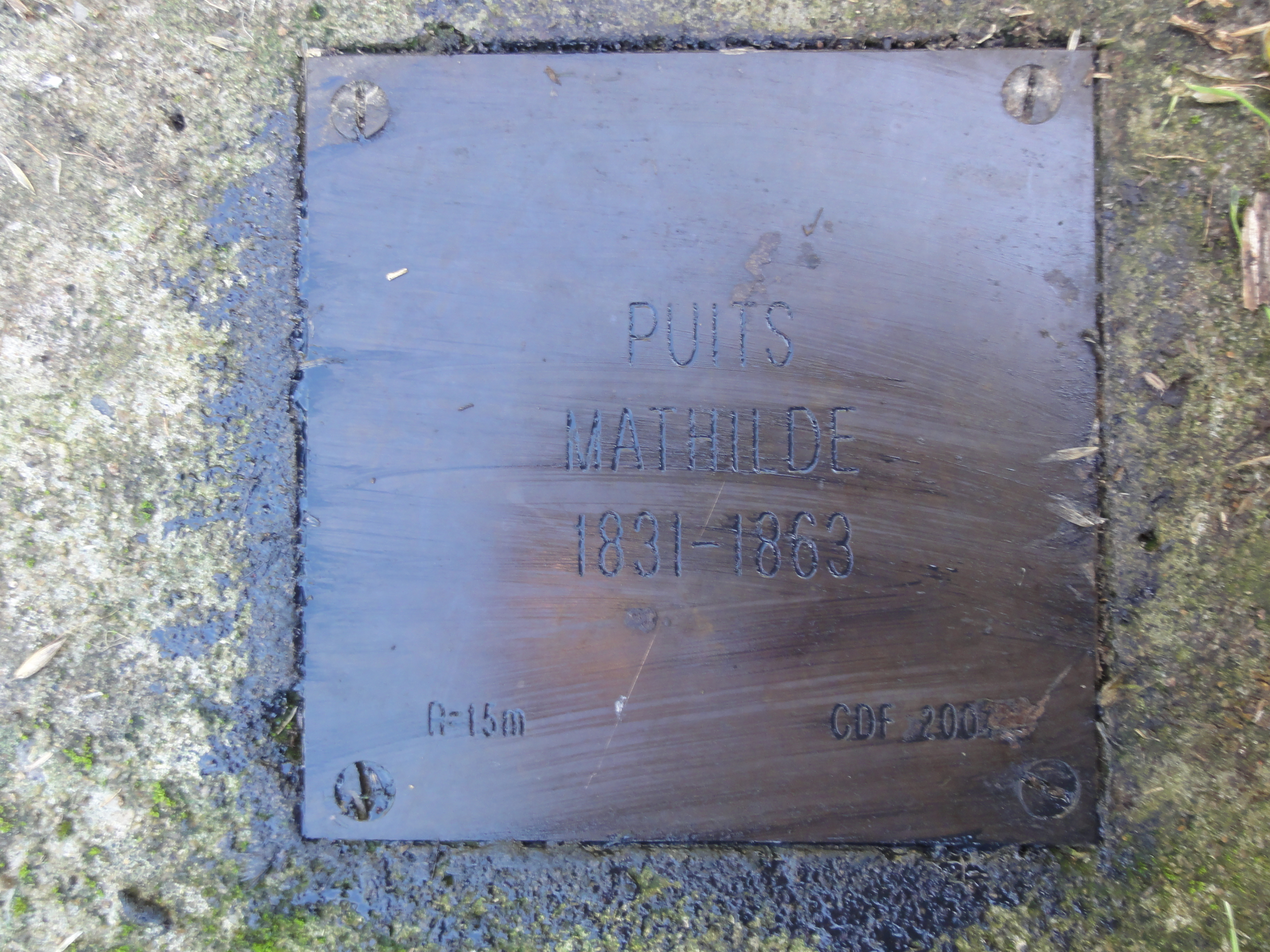
« Puits Mathilde, 1831-1863 ».
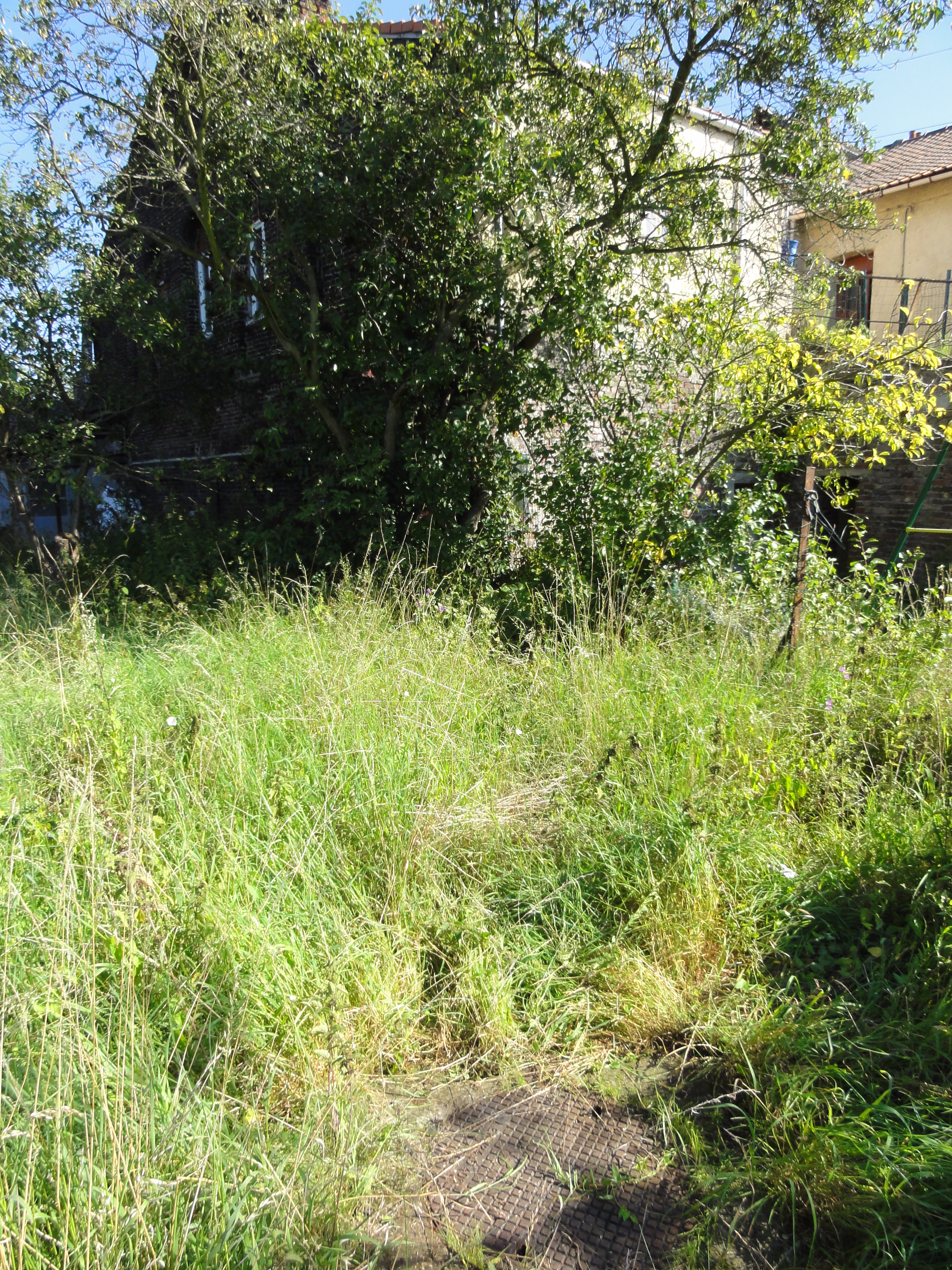
La tête de puits matérialisée dans son environnement.
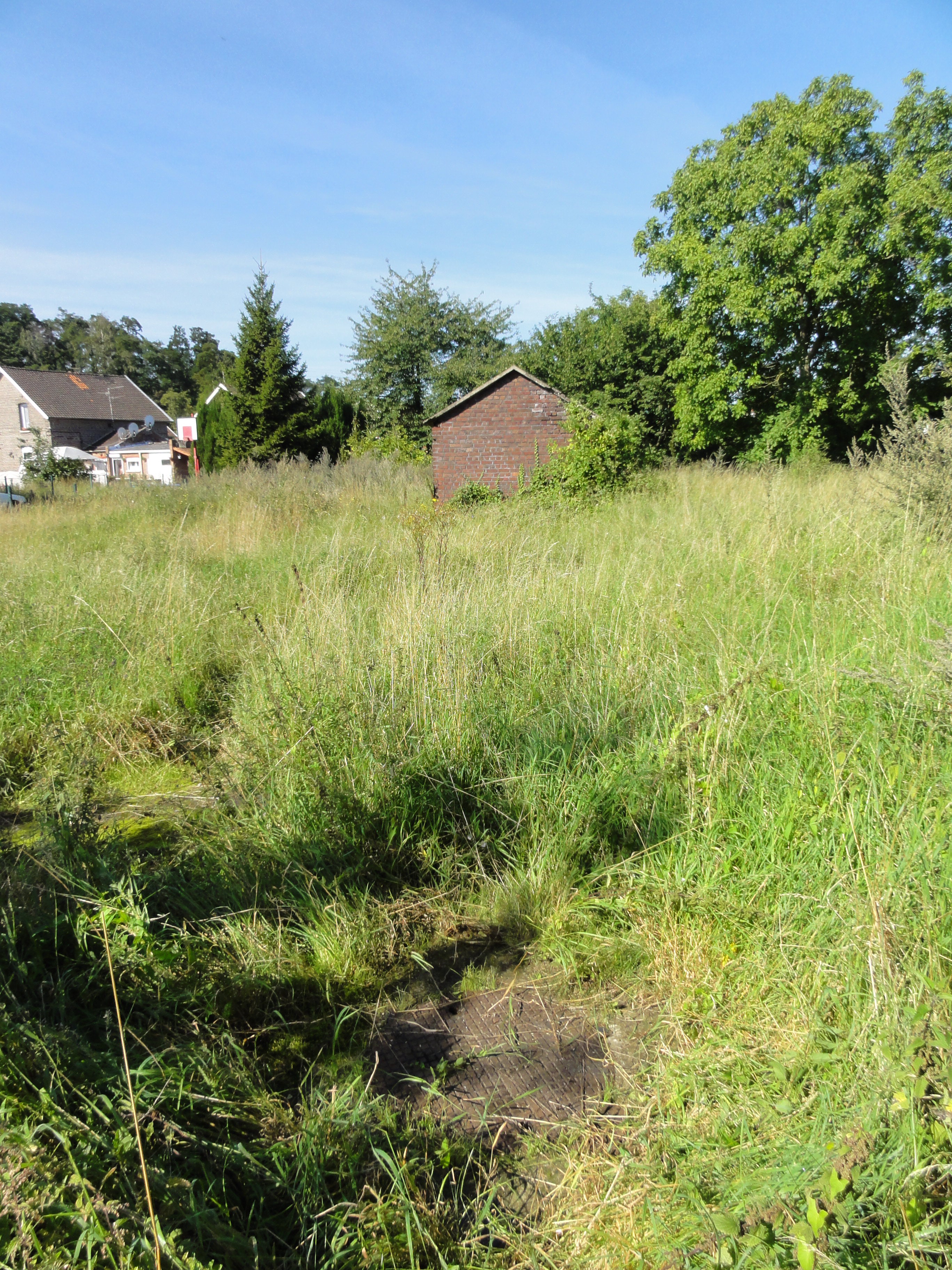
La tête de puits matérialisée dans son environnement.
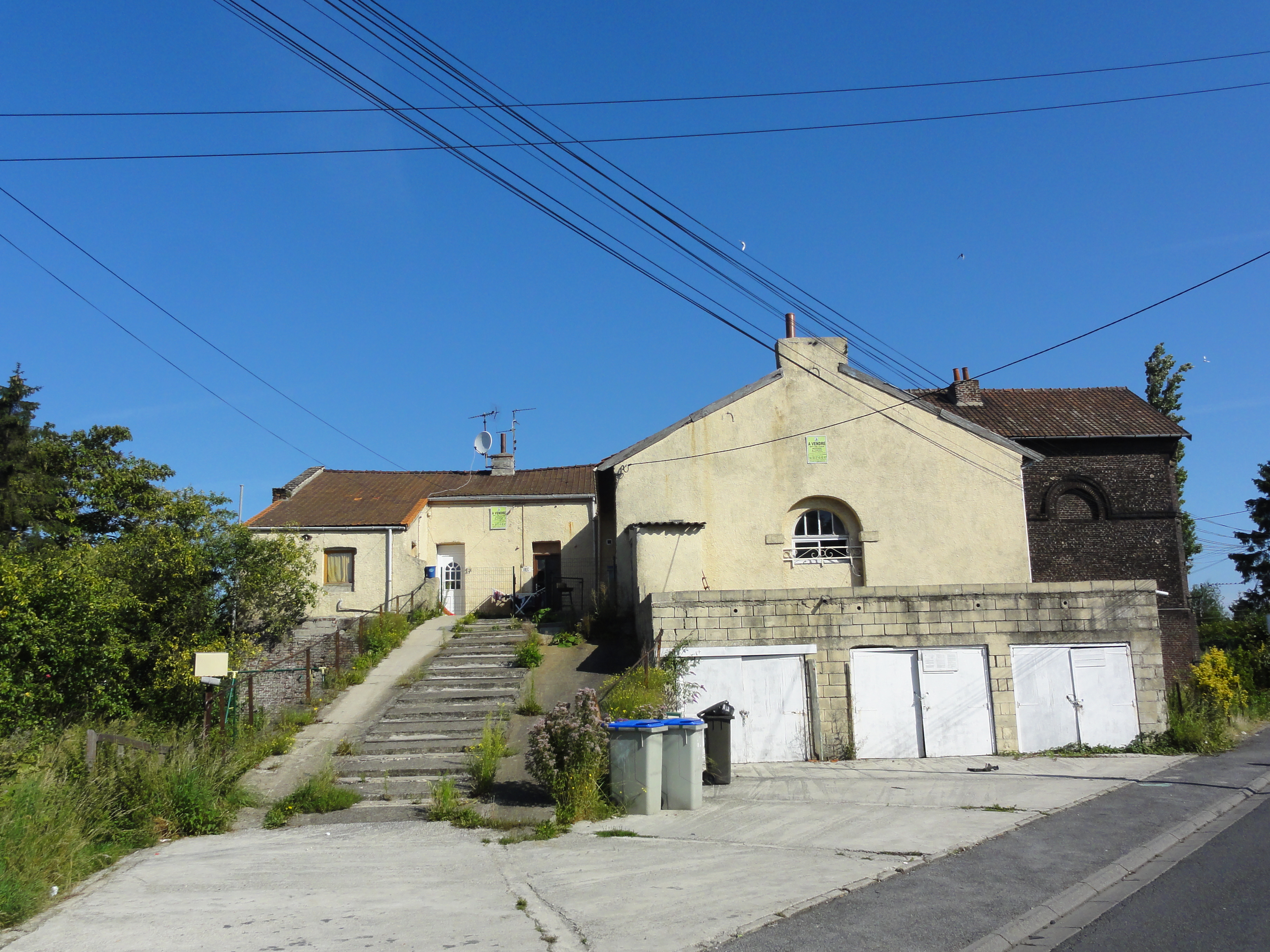
La partie sud.
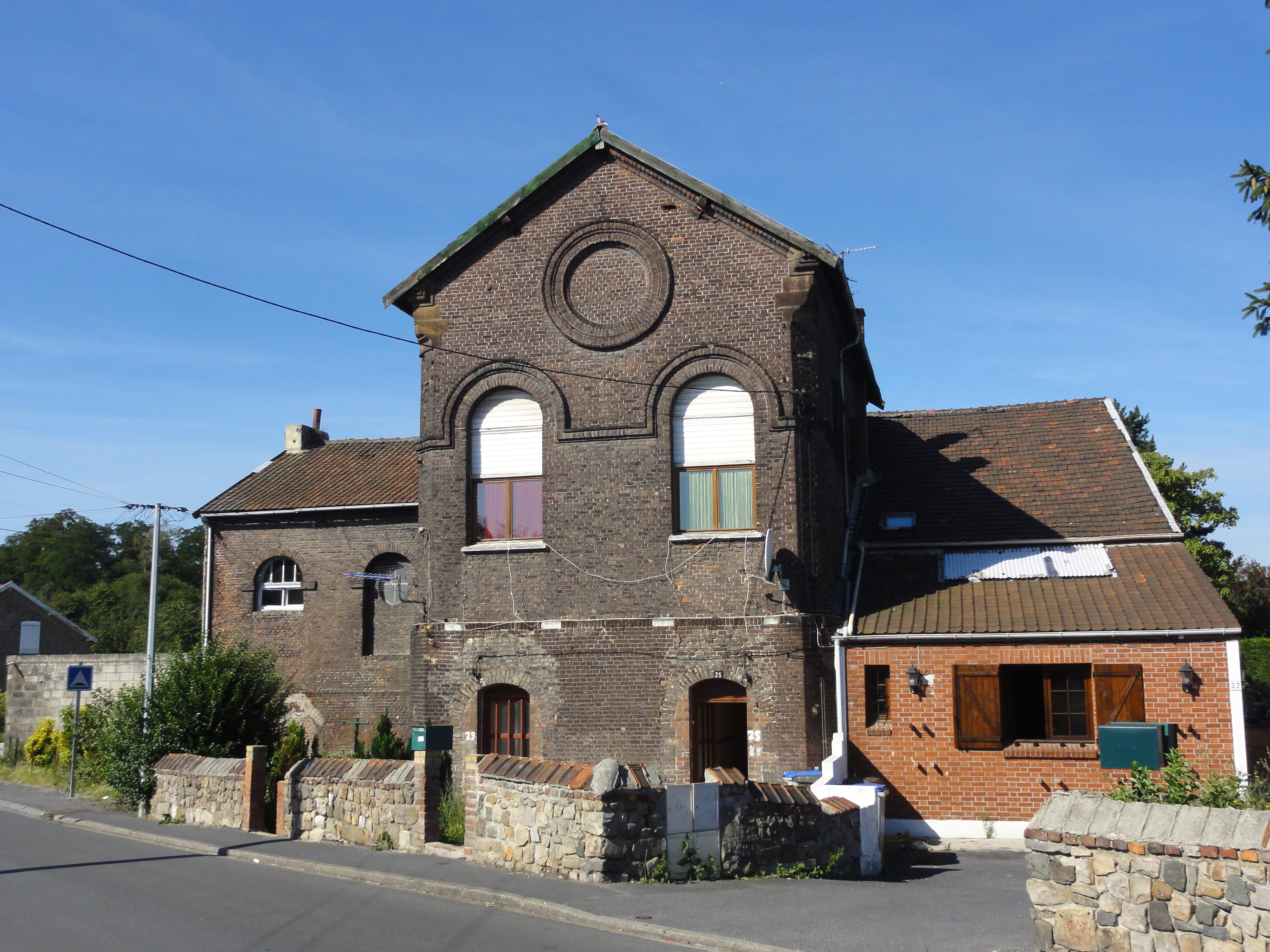
La façade principale.
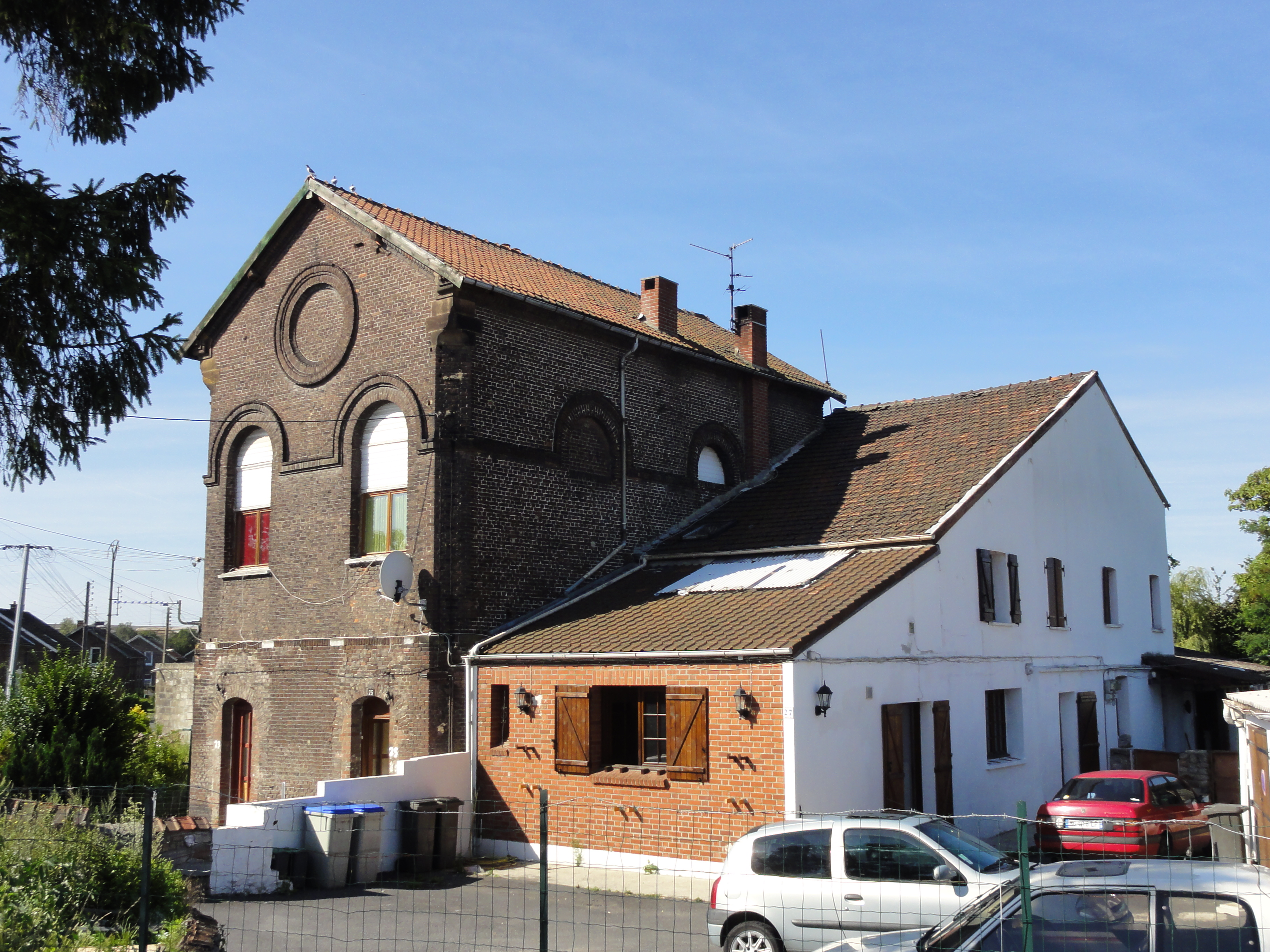
Une construction parasite.